# Arion simrothi
Arion simrothi е вид коремоного от семейство Arionidae.

## Разпространение
Видът е разпространен в Германия.